# Kustweidemot
De kustweidemot (Phycitodes saxicola) is een vlinder uit de familie van de snuitmotten (Pyralidae). De wetenschappelijke naam is gepubliceerd in 1870 door Vaughan.
De soort komt voor in Europa.